# Sooaluste
Sooaluste – wieś w Estonii, prowincji Rapla, w gminie Kehtna.